# Decinea decinea
Decinea decinea là một loài bướm ngày thuộc họ Bướm nhảy. Nó được tìm thấy ở Nam Mỹ (bao gồm Brasil, Venezuela, Peru, and Paraguay), phía bắc đến México.

## Phân loài
- Decinea decinea decinea (Brazil (Rio de Janeiro, Paraná))
- Decinea decinea derisor (Venezuela)
- Decinea decinea antus (Brazil (Santa Catarina))
- Decinea decinea denta (Peru)
- Decinea decinea pruda (Paraguay)
- Decinea decinea huasteca (Mexico)